# Otto Fuchs (Maler, 1911)

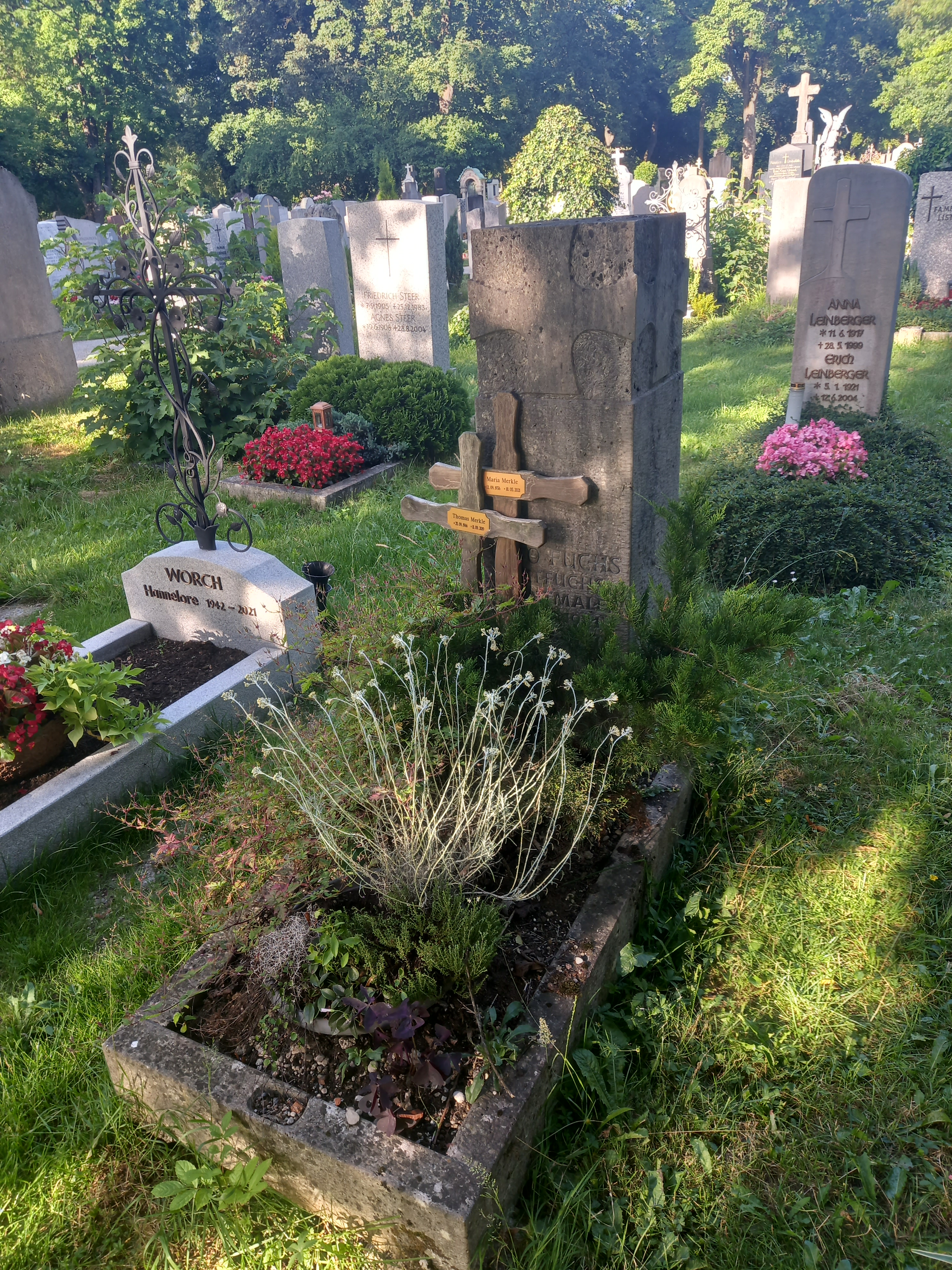
Das Grab von Otto Fuchs auf dem Westfriedhof (München)

Otto Fuchs (* 27. Juli 1911 in Metz; † 1. Oktober 2000 in Dachau) war ein deutscher Maler. In Abgrenzung zu Reinhold Otto Fuchs wird Otto Fuchs auch Akt-Fuchs genannt.

## Leben und Wirken
Otto Fuchs war sieben Jahre alt, als seine Familie in das Ruhrgebiet übersiedeln musste, da nach dem verlorenen Krieg Metz wieder zu Frankreich gehörte und die Deutschen die Stadt zu verlassen hatten.
Nach dem Abitur studierte er Kunst und Malerei an der  Folkwang-Schule. 1930 kam Otto Fuchs zum ersten Mal nach Dachau. Auf Anraten des dort ansässigen Künstlers Richard Graef übersiedelte er 1938 in die Stadt an der Amper. Seine Wohnung mit Atelier lag gegenüber der Villa von Hermann Stockmann. Für ein Jahr (1964) war der Maler 1. Vorsitzender der Künstlervereinigung Dachau.
Otto Fuchs malte insbesondere Akte, in Anlehnung an die Antike und den Klassizismus. Dabei bevorzugte er mythologische Themen und malte seine Frauen als Sibyllen, Göttinnen oder Allegorien.
Neben seinen Akt-Gemälden hat Otto Fuchs auch die Stadt Dachau und die Landschaft um die Stadt gemalt.

## Werke
- Junge Dachauerin an einem Tümpel im Dachauer Moos. Öl/Pappe, 50 × 65.
- Abenddämmerung über Dachau. Öl/Pappe, 59,8 × 74,8.
- Die Dachauer Malerin Maria Langer-Schöller im Atelier. Öl/Pappe, 118 × 78.
- Die Dachauer Kunstgöttin. Tempera, 65 × 60.
- Der Dachauer Wochenmarkt. Öl/Pappe, 65 × 70.
- Der Pfarrplatz mit der Wieningerstraße. Öl/Pappe 40 × 50.
- Winterfriede in der KZ-Gedenkstätte. Öl/Lwd. 80 × 100.
- Allegorie über die Morgenröte und die Abendröte mit zwei Frauen. Öl/Pappe, 75 × 50.
- Eine milde Mondnacht beim hölzernen Amperwehr in Dachau. Öl/Lwd. 60 × 80.
- Der Blick auf die Dachauer Altstadt. Öl/Pappe, 50 × 65.
- Eine Spaziergängerin im Dachauer Hexengasserl. Öl/Pappe, 65 × 49.
- Drei Grazien im Hühnerhof. Tempera/Pastell, 75 × 79,4.
- Eine schöne Dachauerin am Atelierfenster. Öl/Pappe, 60 × 90.
- Sinnende. Öl/Platte, 51 × 66.
- Stadtansicht Dachau. Öl/Platte, 51 × 66.
- Blick auf Mitterndorf. Öl/Pappe, 40 × 57,4.